# Aedes bergerardi
Aedes bergerardi är en tvåvingeart som beskrevs av Pajot och Geoffroy 1971. Aedes bergerardi ingår i släktet Aedes och familjen stickmyggor.
Artens utbredningsområde är Centralafrikanska republiken. Inga underarter finns listade i Catalogue of Life.